# Irrésistiblement Sylvie
 (novembre 2019).
Si vous disposez d'ouvrages ou d'articles de référence ou si vous connaissez des sites web de qualité traitant du thème abordé ici, merci de compléter l'article en donnant les références utiles à sa vérifiabilité et en les liant à la section « Notes et références ».
Albums de Sylvie Vartan
Sylvie Vartan chante pour les enfants volume 2
(1998) Sylvie
(2004)
Irrésistiblement Sylvie est le 36e album studio de Sylvie Vartan. Il sort en 1999.
Référence originale : Polydor Universal Music 546126-2
L'album rassemble les titres de l'émission Irrésistiblement Sylvie, diffusée le 24 octobre 1998 sur France 2.

## Les titres
| No  | Titre                                                                  | Auteur                                           | Durée |
| --- | ---------------------------------------------------------------------- | ------------------------------------------------ | ----- |
| 1.  | Petit rainbow                                                          | P. Coulter, B. Martin - P. Grillet               | 2:56  |
| 2.  | Qu'est-ce qui fait pleurer les blondes ? (en duo avec Michèle Laroque) | J. Kongos, P. Leroy - Pierre Delanoé             | 3:08  |
| 3.  | Son of a preacher man (en duo avec Axelle Red)                         | R. Wilkins, J. Hurley                            | 2:55  |
| 4.  | Panne d'essence (en duo avec Pierre Palmade)                           | John D. Loudermilk - Georges Aber, D. Franck     | 2:40  |
| 5.  | Mon père (avec David Hallyday au piano)                                | Michel Mallory - M. Benois                       | 2:48  |
| 6.  | Irresistibilmente (en italien)                                         | Georges Aber - Jean Renard                       | 3:06  |
| 7.  | Je n'aime encore que toi (en duo avec Richard Cocciante)               | Richard Cocciante - Luc Plamondon                | 3:47  |
| 8.  | Quelqu'un qui m'ressemble (avec Françoise Hardy et Étienne Daho)       | Étienne Daho - A. Turboust                       | 3:34  |
| 9.  | Le bon temps du rock and roll (en duo avec Johnny Hallyday)            | G. Jackson, T. Jones - adaptation Michel Mallory | 3:08  |
| 10. | Aimer (en duo avec Jacques Weber)                                      | Jean-Loup Dabadie - Eddie Vartan                 | 3:04  |
| 11. | La plus belle pour aller danser                                        | Georges Garvarentz - Charles Aznavour            | 3:08  |
| 12. | On a tous besoin d'un homme (en duo avec Nathalie Baye)                | Jean-Jacques Debout - R. Dumas                   | 2:44  |
| 13. | Comme un garçon (en duo avec Jean-Paul Gaultier)                       | Jean-Jacques Debout - R. Dumas                   | 3:01  |
| 14. | Partir                                                                 | Jean-Loup Dabadie - Julien Clerc                 | 4:42  |

## Musiciens
- Arrangements et réalisation : Philippe Delettrez, sauf pour Le bon temps du Rock'n'roll arrangements Yvan Cassar.
- Basse : Jean-Pierre Zapha.
- Guitare : Manu Galvin.
- Batterie : David Fall.
- Piano : Jean Mora.
- Chœurs : Dominique Martinelli (+ régie), François-Bongarçon Lisbeth, Hervé Marielle.
- Chœurs sur Le bon temps du rock and roll sont les musiciens de Johnny Hallyday.
- Direction musicale : Yvan Cassar.
- Guitares : Robin Lemesurier, Brian Thomas Ray.
- Basse : Reggie Hamilton.
- Batterie : Abraham Laboriel Jr.
- Claviers : Timothy J. Moore.
- Orgue Hammond : Thomas Michaël Canning.
- Cuivres : Vine Street Horns Orchestration : Harry Kim, Arturo Velasco, Daniel Fornero, Hermann Ray
- Choristes : Jessica Piessel, Angeline Annonier, Johanna Ferdinand, Jerrika Jacques-Gustave, Sophie Perrot.